# جيمس وينشتاين
جيمس وينشتاين (بالإنجليزية: James Weinstein)‏ هو صحفي أمريكي، ولد في 17 يوليو 1926، وتوفي في 16 يونيو 2005.